# Patrick Head
Patrick Head (n. 5 iunie 1945), este managerul departamentului tehnic al echipei de Formula 1 Williams, având totodată în proprietate 30% din acțiunile echipei.
1. 1 2  Who's who
2. ↑   https://web.archive.org/web/20210109231326/https://www.thersa.org/about/royal-designers-for-industry/current-royal-designers-for-industry, arhivat din original la 9 ianuarie 2021, accesat în 9 ianuarie 2021 Lipsește sau este vid: |title= (ajutor)